# Nordland (albums)
De Nordland-albums zijn het 11e en 12e album van de Zweedse band Bathory.
Beide albums werden tegelijkertijd over een periode van enkele maanden in 2002 opgenomen en in twee delen (‘Nordland I’ en ‘Nordland II’) in respectievelijk 2002 en 2003 uitgebracht. De albums betekenden een terugkeer naar de Bathory-vikingmetalstijl zoals gespeeld op de albums Blood Fire Death, Hammerheart en Twilight of the Gods. De productie van de albums was een punt van discussie onder fans en media.
Het bleken de laatste tweede volledige studioalbums van Bathory te zijn aangezien Quorthon medio 2004 kwam te overlijden. De twee delen werden uiteindelijk ook samen als één dubbel-LP op vinyl uitgebracht.

## nummers

### Nordland I
1. "Prelude" – 2:35
2. "Nordland" – 9:21
3. "Vinterblot" – 5:17
4. "Dragons Breath" – 6:45
5. "Ring of Gold" – 5:35
6. "Foreverdark Woods" – 8:06
7. "Broken Sword" – 5:35
8. "Great Hall Awaits a Fallen Brother" – 8:17
9. "Mother Earth Father Thunder" – 5:38
10. "Heimfard" – 2:12

### Nordland II
1. "Fanfare" – 3:37
2. "Blooded Shore" – 5:46
3. "Sea Wolf" – 5:26
4. "Vinland" – 6:39
5. "The Land" – 6:23
6. "Death and Resurrection of a Northern Son" – 8:30
7. "The Messenger" – 10:02
8. "Flash of the Silverhammer" – 4:09
9. "The Wheel of Sun" – 12:27
10. (Instrumental) – 0:24

## Line-Up
- Quorthon